# Akademia Muzyczna im. Karola Szymanowskiego w Katowicach
Akademia Muzyczna imienia Karola Szymanowskiego w Katowicach – polska uczelnia muzyczna z siedzibą w Katowicach. Akademia należy do podmiotów podlegających lub nadzorowanych przez Ministerstwo Kultury, Dziedzictwa Narodowego i Sportu.

## Historia
Początki Akademii Muzycznej w Katowicach wiążą się z założonym w 1929 roku przez Witolda Friemanna Państwowym Konserwatorium Muzycznym, które swoją działalność zainaugurowało uroczystym koncertem w dniu 28 września 1929 roku. W gronie pierwszych pedagogów Uczelni znaleźli się m.in.: Stefania Allinówna, Aleksander Brachocki (uczeń Zygmunta Stojowskiego i Ignacego Jana Paderewskiego), Stanisław Bielicki (uczeń Ignacego Jana Paderewskiego), Wanda Chmielowska, Marian Cyrus-Sobolewski (doktor praw, uczeń Władysława Żeleńskiego), Zbigniew Dymmek (uczeń Emila Młynarskiego i Romana Statkowskiego), Władysława Markiewiczówna (po studiach w Krakowie i Berlinie), Adam Mitscha (prawnik i muzykolog) oraz Bolesław Szabelski (organista i kompozytor, rekomendowany przez swojego pedagoga Karola Szymanowskiego).
Działające do wybuchu II wojny światowej Konserwatorium było najważniejszą instytucją muzyczną w Województwie Śląskim, wpływającą na poziom umuzykalnienia środowiska oraz przygotowującą kadrę wysoko wykwalifikowanych artystów muzyków: kompozytorów, teoretyków, instrumentalistów i wokalistów oraz nauczycieli. W 1936 roku – na rok przed śmiercią – podjęcie pracy w Państwowym Konserwatorium Muzycznym w Katowicach planował Karol Szymanowski.
Wybuch wojny przerwał pracę uczelni. W latach 1939–1945 w budynku Konserwatorium powstała Okręgowa Śląska Szkoła Muzyczna (Höhere Landesmusikschule), gdzie funkcję dyrektora pełnił Fritz Lubrich. Państwowe Konserwatorium Muzyczne wznowiło działalność 11 lutego 1945 roku, zaś 1 września tegoż roku przemianowane zostało na Państwową Wyższa Szkołę Muzyczną. Trzon grona pedagogicznego tworzyli profesorowie Konserwatorium oraz przybyli po wojnie na Śląsk artyści: wspomniany wcześniej Bolesław Szabelski, kompozytor i pianista Bolesław Woytowicz, a także będący u szczytu swych karier: kompozytor Ludomir Różycki, śpiewak Adam Didur, dyrygent Grzegorz Fitelberg. Uczelnia stała się szybko matecznikiem dla śląskiej szkoły kompozytorów. 12 listopada 1979 roku uczelnia zmieniła status na Akademię Muzyczną, równocześnie nadane zostało jej imię kompozytora Karola Szymanowskiego.

## Wydziały
W ramach uczelni działają następujące wydziały:
- Wydział Kompozycji, Dyrygentury, Teorii i Edukacji Muzycznej
- Wydział Wokalno-Aktorski
- Wydział Instrumentalny
- Wydział Jazzu i Muzyki Rozrywkowej

## Jednostki ogólnouczelniane i międzywydziałowe
- Międzywydziałowe Studium Fortepianu Ogólnego i Akompaniamentu
- Archiwum Śląskiej Kultury Muzycznej
- Studio Muzyki Komputerowej

### Muzeum Organów Śląskich
W Akademii Muzycznej im. Karola Szymanowskiego znajduje się Muzeum Organów Śląskich. Muzeum gromadzi, zabezpiecza i chroni obiekty związane z organami i ich historią. Obok funkcji wystawienniczych wiele obiektów posiada także walor naukowy, służący badaniom nad problemami konstrukcyjnymi, dawną technologią, problemami konserwatorskimi i szeroko pojętą historią organów śląskich. Muzeum mieści się w czterech dużych pomieszczeniach w podziemiach budynku głównego Akademii Muzycznej (przy ulicy Wojewódzkiej), przystosowanych do celów ekspozycyjnych.

### Biblioteka
Biblioteka Główna Akademii Muzycznej im. Karola Szymanowskiego w Katowicach to najstarsza i największa biblioteka muzyczna na Górnym Śląsku. Obecnie posiada ok. 140 tys. woluminów, wśród których znajdują się nuty, książki, czasopisma, starodruki, rękopisy, dokumenty życia muzycznego i dokumenty dźwiękowe.

## Kampusy i budynki uczelniane
Uczelnia mieści się w pięciu budynkach. Zabytkowy, neogotycki gmach w przy ulicy Wojewódzkiej 33 pochodzi z przełomu XIX i XX wieku, w latach 1922–1929 był siedzibą Sejmu Śląskiego i Urzędu Wojewódzkiego. Obecnie jest on połączony przestrzennym atrium z nowoczesnym budynkiem Centrum Nauki i Edukacji Muzycznej „Symfonia” (projekt Tomasza Koniora), w którym mieści się sala koncertowa na 480 miejsc, biblioteka z czytelnią, laboratorium dźwięku, sala do zajęć terapeutycznych, pracownia komputerowa, a także restauracja. Atrium połączone jest także z budynkiem przy ul. Zacisze 3, który także posiada walory zabytkowe: w latach 1922–1939 w willi tej mieszkał pierwszy Marszałek Sejmu Śląskiego, Konstanty Wolny. Obecnie mieszczą się tam gabinety władz uczelni oraz biura. Akademia Muzyczna dysponuje także budynkami dydaktycznymi przy ul. Zacisze 5 oraz przy ul. Krasińskiego 27.

### Działalność kulturalna
Akademia Muzyczna w Katowicach to ważny punkt na mapie muzycznej Śląska. Odbywają się tutaj liczne koncerty (wstęp wolny), warsztaty, konkursy i sesje naukowe. Zespoły Akademii prowadzą ożywioną działalność artystyczną dając każdego roku po kilka koncertów: Akademicka Orkiestra Symfoniczna im. Karola Szymanowskiego, Akademicka Orkiestra Dęta, Akademicka Orkiestra Barokowa, Akademicka Orkiestra Kameralna, Chór Akademii Muzycznej, Chór Kameralny, Chór Instytutu Wokalno-Aktorskiego oraz Big-Band Instytutu Jazzu.
Organizowane są także większe cykliczne festiwale i inne imprezy, m.in. Międzynarodowy Festiwal Orkiestr Akademickich, Festiwal GrudniowyFestiwal Muzyki Instrumentalnej (corocznie), Dni Muzyki Wokalnej (corocznie), Międzynarodowy Festiwal Skrzypcowy, Śląski Festiwal Jazzowy (corocznie), Ogólnopolski Konkurs Instrumentów Dętych Blaszanych, Międzynarodowy Festiwal Harfowy.

## Doktorzyhonoris causa
- Krystian Zimerman
- Andrzej Jasiński
- Henryk Mikołaj Górecki
- Stanisław Skrowaczewski
- Marta Argerich
- Mieczysław Tomaszewski
- Władysław Stróżewski
- Piotr Beczała

## Rektorzy
- Witold Friemann (1929–1934)
- Faustyn Kulczycki (1934–1939, 1945–1946)
- Bolesław Woytowicz (V–XII 1946)
- Adam Mitscha (1947–1951)
- Józef Powroźniak (1951–1963, 1972–1975)
- Jan Gawlas (1963–1965)
- Wiktor Gadziński (1965–1972)
- Henryk Mikołaj Górecki (1975–1979)
- Leon Markiewicz (1979–1981)
- Jan Wincenty Hawel (1981–1987, 1990–1996)
- Joachim Pichura (1987–1990)
- Julian Gembalski (1996–2002)
- Eugeniusz Knapik (2002–2008)
- Tomasz Miczka (2008–2016)[14]
- Władysław Szymański (2016–2024)[14]
- Jarosław Mamczarski (od 2024)[15]

## Galeria

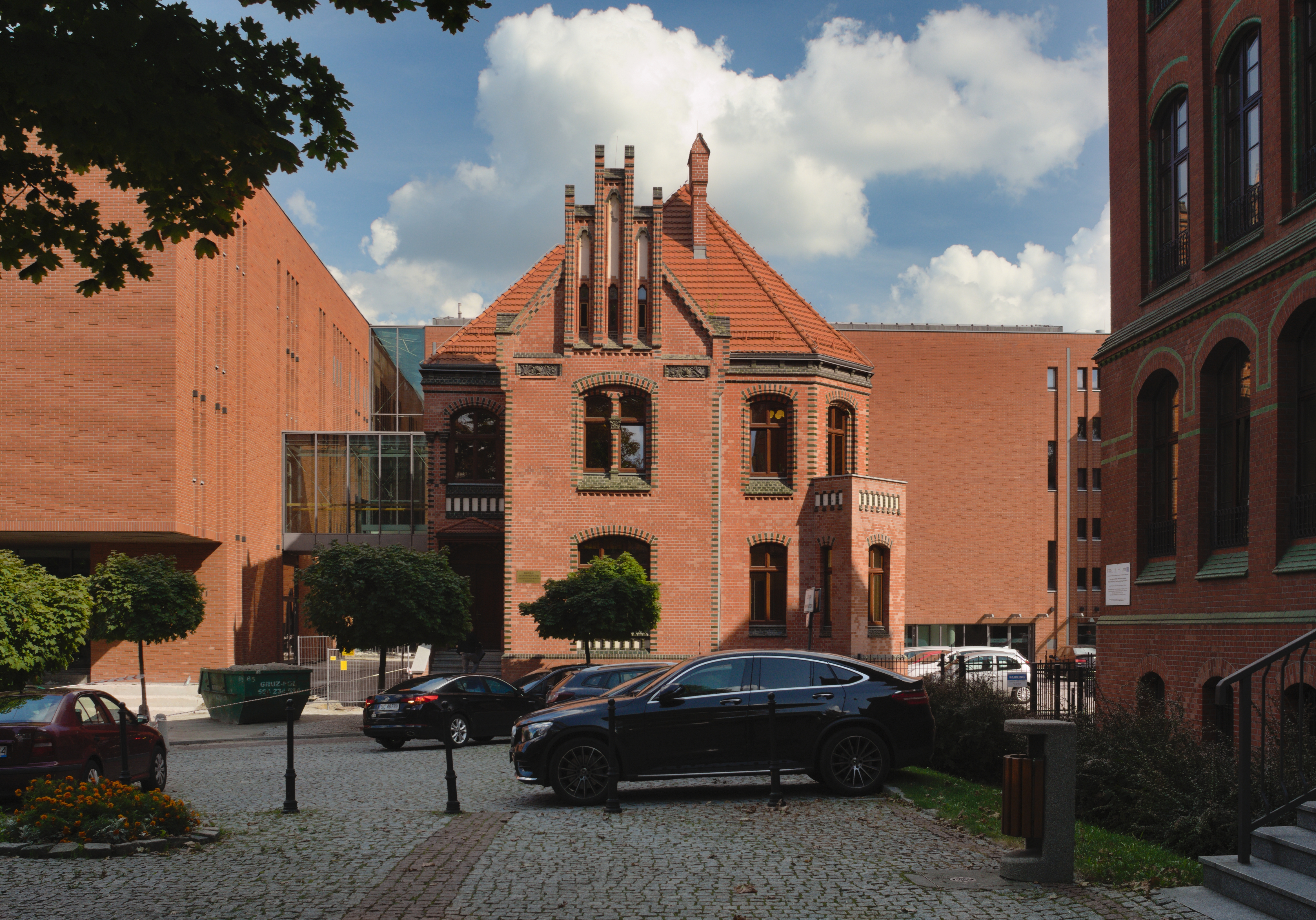
Rektorat (2019)
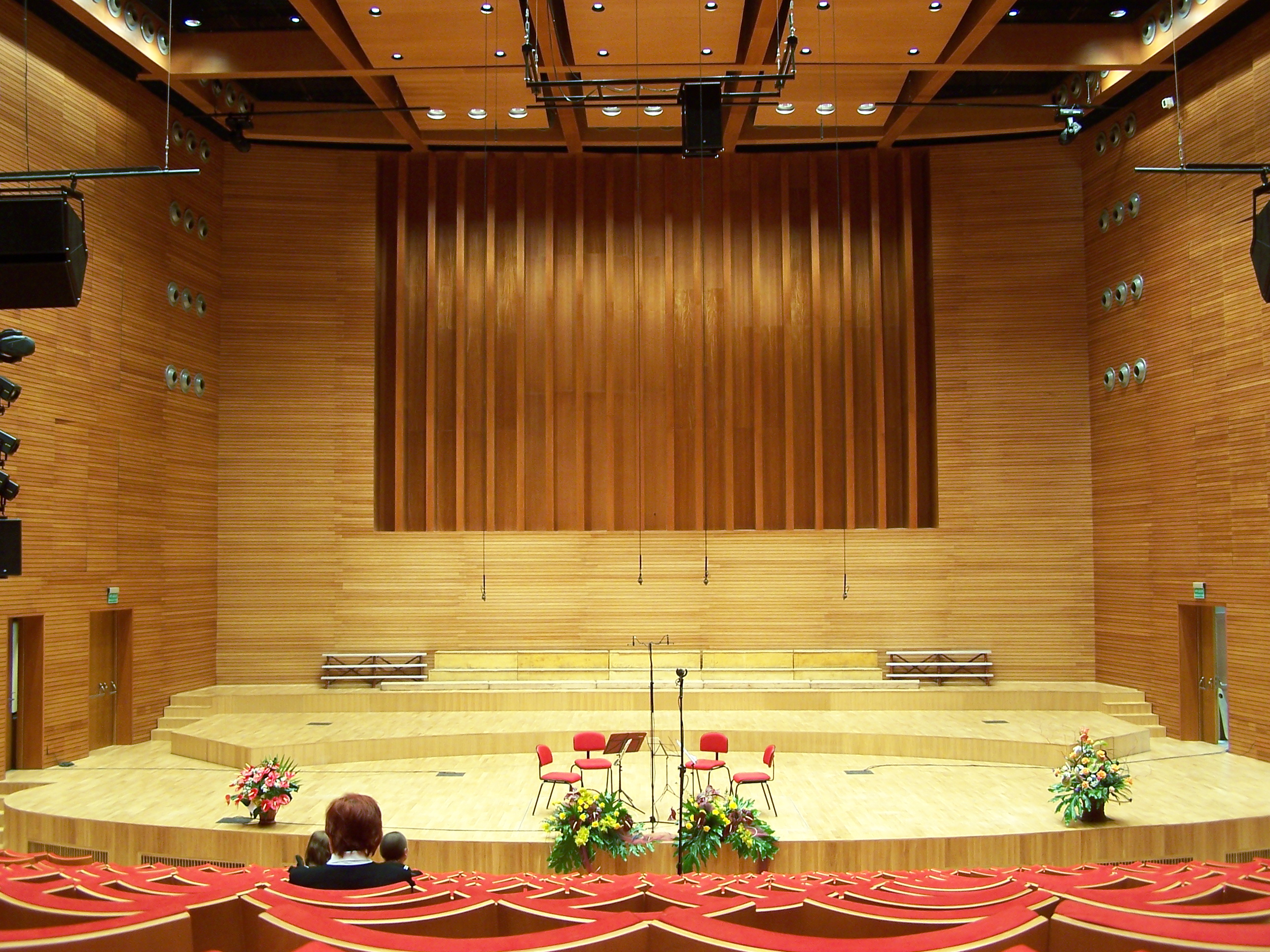
Sala koncertowa Akademii Muzycznej (2007)
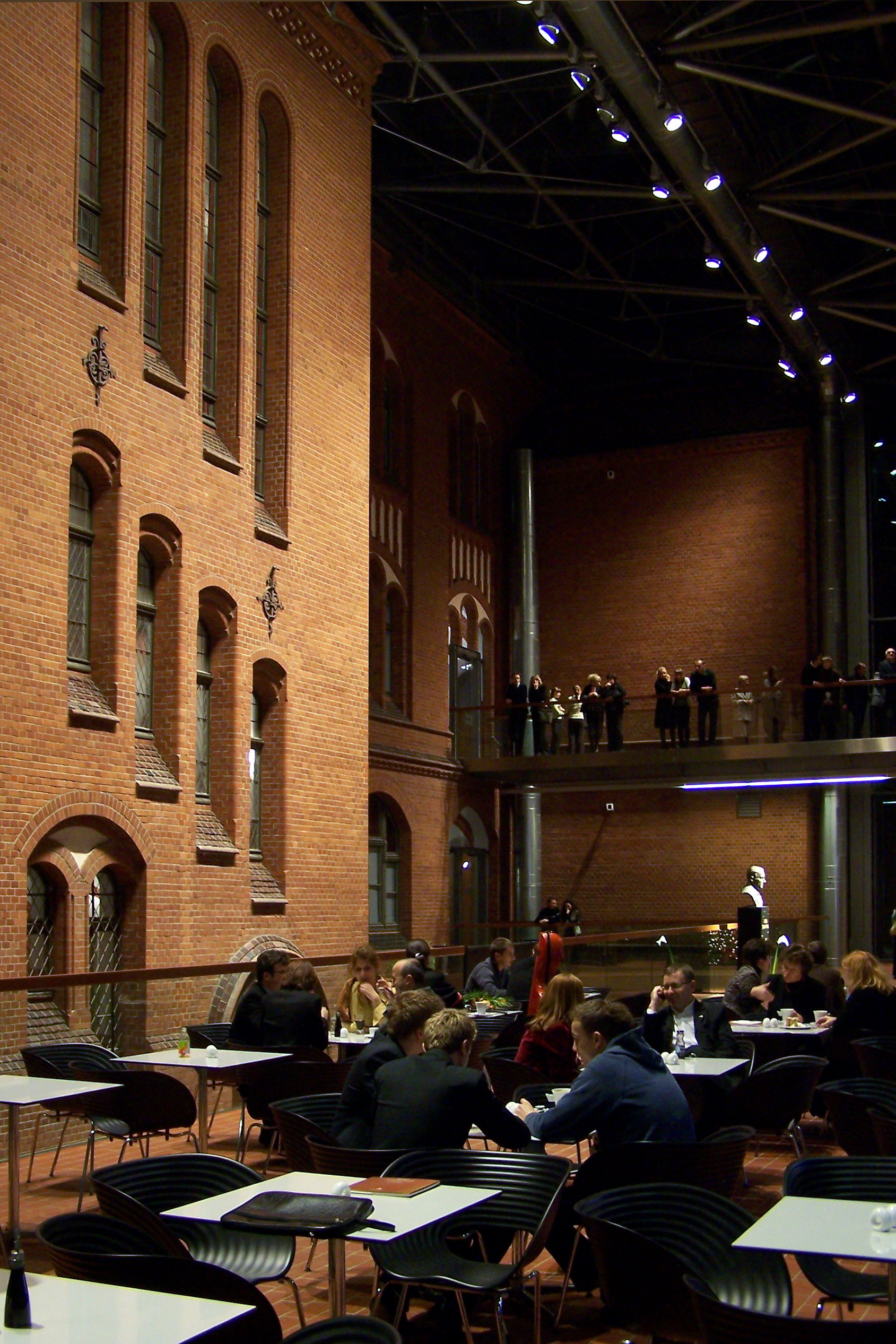
Atrium pomiędzy starą a nową częścią (2007)
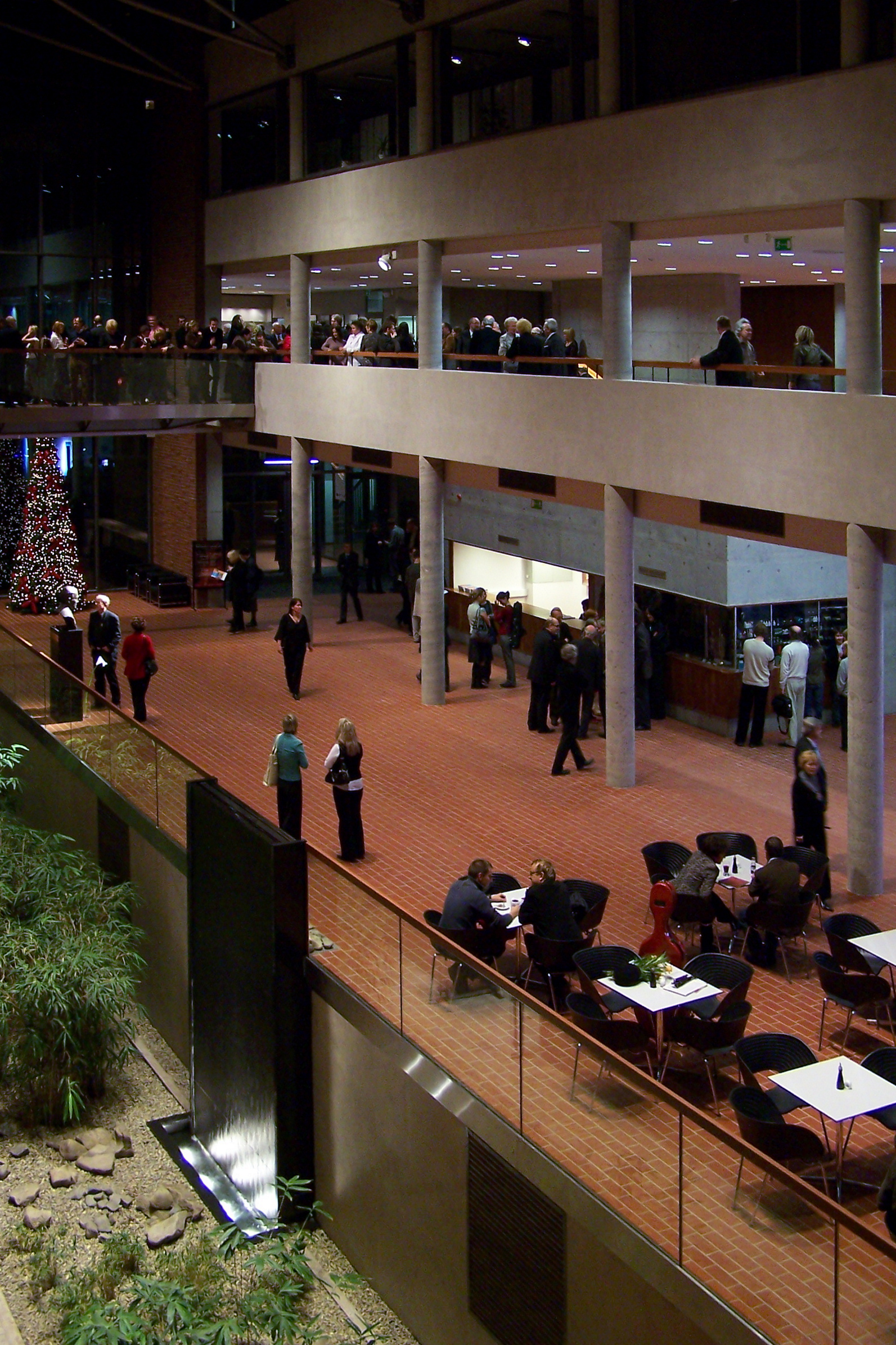
Atrium (2007)
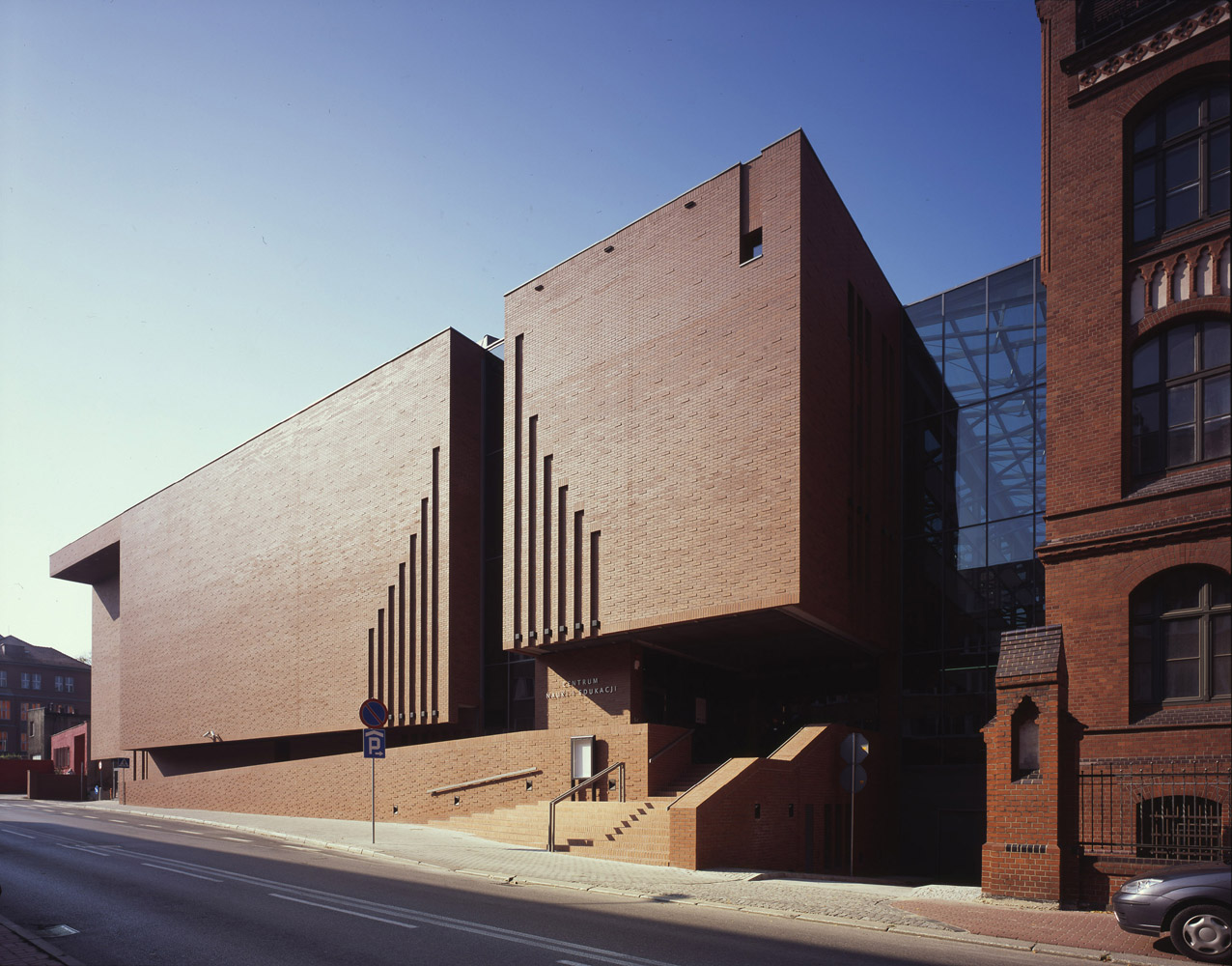
Centrum Nauki i Edukacji Muzycznej „Symfonia”, elewacja od strony ulicy Konstantego Damrota (2009)
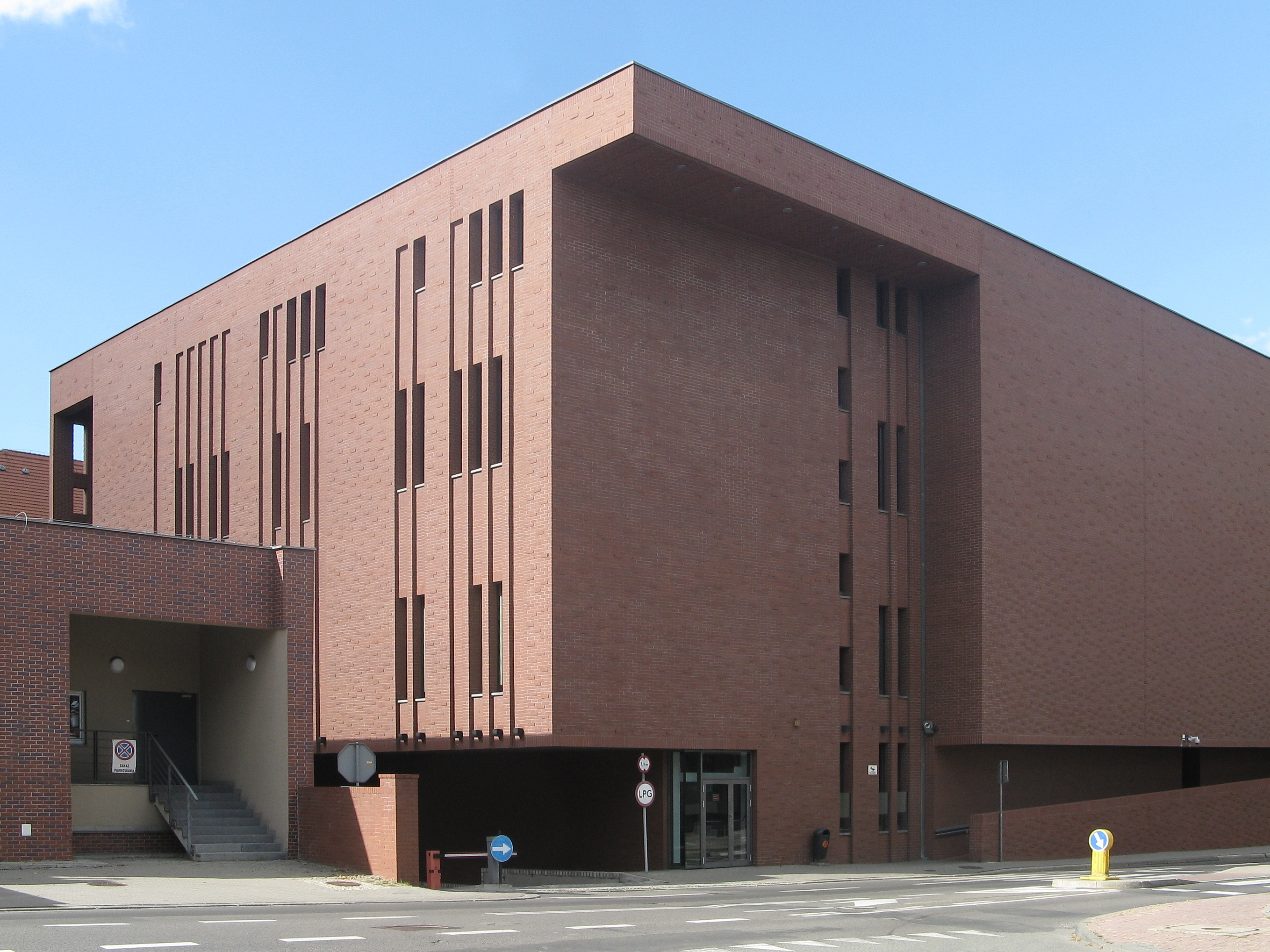
Centrum Nauki i Edukacji Muzycznej „Symfonia”, fragment elewacji od strony ulicy Konstantego Damrota (2018)
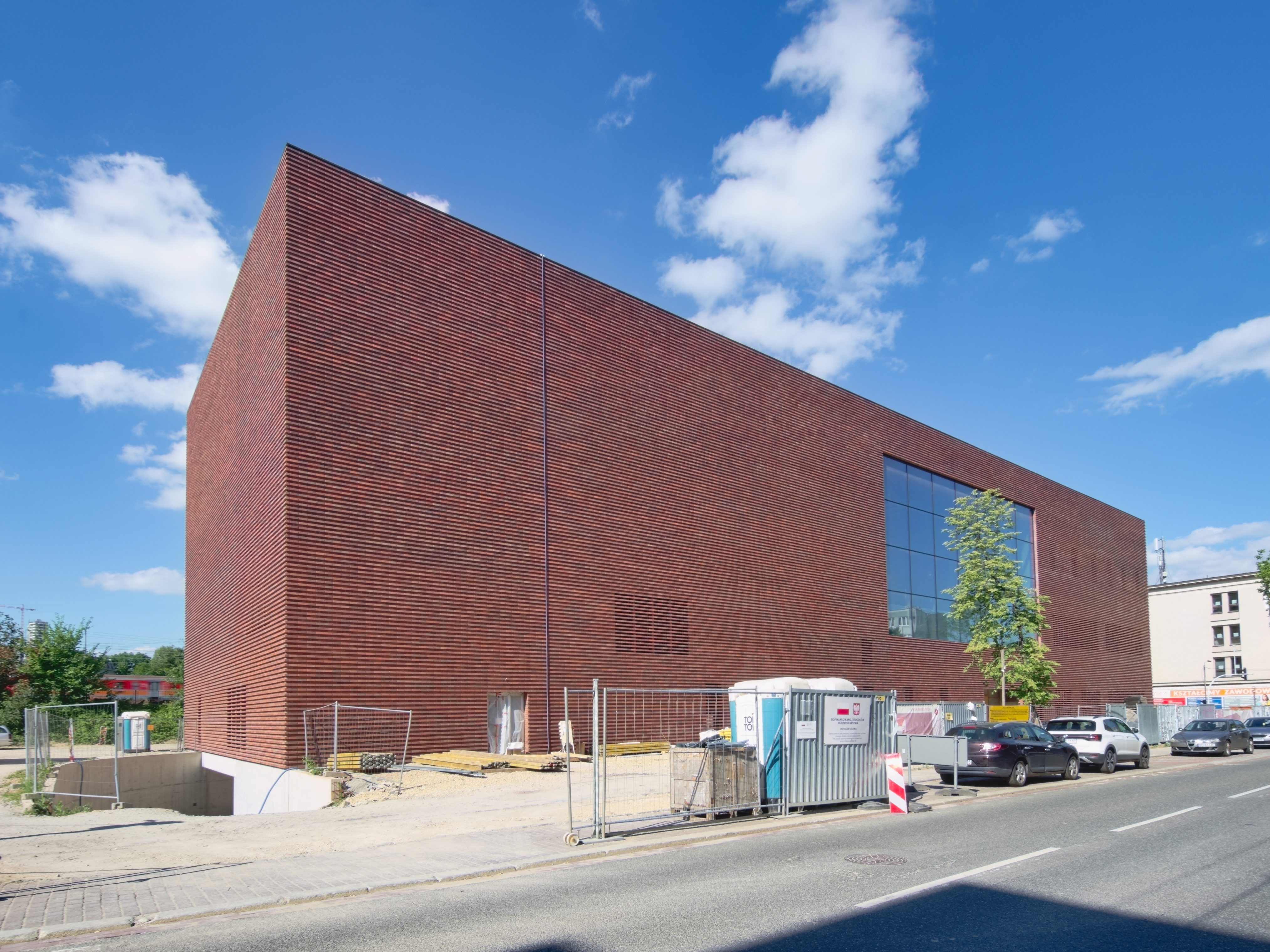
Nowy gmach Akademii przy ul. Wojewódzkiej (2024)